# Zygopetalum rigbyanum
Zygopetalum rigbyanum là một loài thực vật có hoa trong họ Lan. Loài này được Ruschi miêu tả khoa học đầu tiên năm 1975.